# 民族英雄
民族英雄是一个国家或民族中的部分人士对为了保障本国及民族的利益献出自己的生命或者做出重大贡献的人的称呼，包括维护国家领土、领海、领空主权完整、保障国家安全、维护人民利益及民族尊严、於历次战争中，献出生命和作出贡献的仁人志士，相对于他们自己所在的民族来说的。随着歷史或族群認同的变化，人们对民族英雄的認知可能会发生变化。

## 定義範疇

### 民族英雄分狹義的與廣義
狹義民族英雄是一個民族在“反抗外來民族的侵略、壓迫的鬥爭中做出了傑出貢獻的人物，其中包括在反抗鬥爭中不畏強暴、不怕犧牲的人”。以上定義適合於任何民族，並且不受地域和歷史時間限制，也不受成功失敗、人物大小條件限制。譬如中國历史著名民族英雄有岳飛、文天祥、于謙、戚繼光、袁崇煥、李定国、郑成功、林則徐、鄧世昌、張自忠、謝晉元等等。又譬如在法國，在英法百年戰爭中抵抗英國入侵的貞德，就被視為法蘭西民族的民族英雄。納粹德國中勇於反抗希特勒屠殺命令的埃尔温·隆美尔。血膽老將巴頓，美國的民族英雄。
廣義民族英雄的定義是：在和平、變革時期，為民族的發展繁榮做出傑出貢獻的人物。例如中國從何子淵的教育革新，再到孫中山的辛亥革命；又如法國拿破崙的改革措施，這些都是廣義的民族英雄。
又比如一項發明，使民族受益，或為民族爭光；一項為世界做出貢獻的學說，以及為民族爭光的行為者，都可以稱為民族英雄。如當代中國的民族英雄錢學森、鄧稼先、許海峰等。

### 定義爭議
在華人界由於歷史或族群的認知或立場觀點不同，頗有過於泛用情況，有些歷史人物的民族經歷或背景情況並不適用冠以民族英雄稱呼，卻也被冠上民族英雄的稱號。
而民族英雄的稱號較在中國社會圈通常是給予在歷史上認同其價值觀與愛國情操表現的歷史人物，都會冠上民族英雄的稱號。